# Kuroo
Kuroo — графический интерфейс к системе управления пакетами в Gentoo Linux. Kuroo использует Qt. Он поддерживает изменения USE-флагов, также работает с другими флагами системы Portage. Kuroo интегрирован в среду KDE и может заменить консольную команду emerge .